# Petalodus
Petalodus — викопний рід хрящових риб вимерлого ряду Petalodontiformes. Існував впродовж пізнього карбону і пермі. Рештки риби виявлені у США, Гренландії, Великій Британії, Італії, Словенії, Росії та Японії.